# Cymodetta gracilipes
Cymodetta gracilipes là một loài chân đều trong họ Sphaeromatidae. Loài này được Holdich & Harrison miêu tả khoa học năm 1983.